# 자말 압딘 알아프가니
자말 앗딘 알아프가니(파슈토어: سید جمال‌‌‌الدین افغانی, Sayyid Jamāl al-Dīn al-Afghānī)는 19세기 말 이슬람의 혁명가, 반제국주의, 범아랍주의, 범이슬람주의자이다. 알아프가니는 그의 니스바에서 드러나듯 본인의 출신을 아프가니스탄으로 주장했으나, 그의 실제 출신지가 아프가니스탄인지 이란인지에 대해 논쟁이 있다. 알아프가니는 이슬람 근대화를 주창한 초창기 인물 중 하나로, 영국의 식민지배에 대항하는 힌두-무슬림 연합을 주장했다. 그의 사상에 동조했던 미르자 레자 케르마니가 서구 열강에 유화적이었던 페르시아의 왕(Shah) 나시르 앗딘 샤를 암살한 것으로도 널리 알려져 있다. 1897년 3월 9일 이스탄불에서 구강암으로 사망했다. 